# Жироскопично ориентиране в геодезия и маркшайдерство
Жироскопичните прибори и жироскопичният метод са създадени в отговор на необходимостта от своевременно и автономно ориентиране по отношение на посоките на света, преди всичко в навигацията, подземните миннодобивни и строителни работи, и военното дело.

## Понятие за автономни методи за геодезическо ориентиране и навигация
Сред автономните геодезически методи, които позволяват определянето на азимути, а оттам и на посочни ъгли независимо от изходната геодезическа основа, най-широко разпространение имат ориентирането с магнитна стрелка и астрономичното ориентиране. Използването на датчици на посоката на силовите линии на земното магнитно поле – класически уреди с магнитна стрелка, електронни компаси и други бусолни прибори, датира от дълбока древност. Поради своята простота и достъпност магнитното ориентиране се прилага в редица области – самостоятелно или в комбинация с други методи. Не винаги, обаче, то води до резултати с необходимата надеждност и точност. Причини затова са:
- променливият характер на земното магнитно поле – неговите денонощни вариации, годишен ход и други изменения във времето;
- неравномерното географско разпределение на магнитното поле. Нехомогенният строеж на земната кора – например, наличието на рудни тела, обуславя различни по обхват, форма и амплитуда отклонения (аномалии) на фона на глобалните закономерности, характерни за разпределението на земното магнитно поле;
- външните магнитни полета, създавани от атмосферното електричество, електропреносните мрежи, комуникационните и други системи, активни в радиочестотния диапазон, струпването на метал в урбанизираните райони и пр.

Точността на азимутите, определени с помощта на магнитни прибори, обикновено не надхвърля 10’, и то при условие че стриктно се спазват методите за преобразуване на непосредствено измерените величини (магнитни азимути) с данни за деклинацията (ъгъла между географския и магнитния меридиани) и нейното денонощно изменение в дадения район.
Ориентирането със съвременните жироскопични прибори предлага следните по-важни предимства:
- висока степен на автономност. Жироскопично ориентиране може да се извърши надеждно, практически без оглед на метеорологичните условия, сезона, момента в денонощието, характера на местността, под земята, във въздуха или във водните басейни, в пълна независимост от характера на геомагнитното поле и наличието на смущаващи електромагнитни полета и пр. Жироскопичното ориентиране е затруднено или невъзможно само във високите географски ширини (над 70-75°);
- съчетаване на сравнително висока точност с бързина и мобилност. Съвременните наземни прибори, с тегло до няколко десетки килограма, позволяват за по-малко от 1 час да се определи азимут с точност 10-15".

## Жиротеодолит
В практиката жиротеодолитът се употребява за ориентиране на местни триангулации, полигонови ходове, отделни подземни и надземни съоръжения и пр. Шиpоко се използва в маркшайдерството, във военното дело и в геофизичните проучвания. Тези сфери на приложение определят основните насоки на конструкторските работи за създаване на нови образци жиротеодолити, а именно:
- постигане на по-висока точност;
- съкращаване на времето за измерване;
- олекотяване на приборите и намаляване на габаритите им;
- автоматизиране на измерителния процес и на изчисленията;
- създаване на модели, осигуряващи безопасна работа под земята, където е възможно проникването на избухливи газове.

Високоточни модели жиротеодолити, с които се постига средна грешка на едно измерване под 5", се разработват на базата на тристепенни роторни жироскопи с една ограничена степен на свобода. Обикновено окачването на чувствителния елемент е торзионно. По-ефектен начин за икономия на измерително време се постига с т.нар. двурежимни жиротеодолити, чиято конструкция позволява да се измени един от параметрите на жиромахалото – например дължината на рамото му. Така се дава възможност за извършване на два вида измервания – груби, за уточняване началното ориентиране на чувствителния елемент (жиромахалото) (ЧЕ), и фини – за определяне посоката на меридиана. Грубото измерване е с малка продължителност, защото се прави със скъсено рамо на жиромахалото. В резултат се постига приблизително осевереване, което дава възможност за минимална амплитуда на колебанията при финото измерване.
Използването на електроннокомутирани жиромотори с прав ток в някои образци (Gyromat и MW77 на същата фирма) позволява обединяването на жиротеодолита в компактна конструкция, без отделен блок за захранване. Конструирането на самостовтелни жироблокове, които в работно положение се прикрепват към ъгломерен инструмент – обикновено секунден теодолит, също така е положителна тенденция по отношение на олекотяването и намаляването на размерите не жироскоппчнкте прибори. Такива са изделията от типа Gi-C и Gi-D на унгарската фирма Hub, както и швейцарският Wild GAK-1 чието тегло, заедно с блока за захранване, е обшо 7,1 kg.
Чрез подходящо обединяване на електричната и механичната част може да се построи и взривобезопасен жиротеодолит за работа под земята. Това е осъществимо, макар и трудно, чрез разполагане на отделните детайли в херметична камера, изпълнела с инертни газове под високо налягане.
Определен интерес представляват опитите за създаване на безроторни жиротеодолити с жиромахало, разработен въз основа на жироскопичния ефект, постиган на различни физически принципи. Опитни образци конструират американските фирми Westinghouse – на базата на вибрационен жироскоп базата, Honeywell – на лазерен жироскоп и др. Може да се твърди, че безроторните жироскопи имат сигурно бъдеще. Те са по-компактни и в конструкцията им са избегнати бързовъртящи се детайли, което е съществена предпоставка за постигане на по-добри експлоатационни качества.
Особено перспективно направление в усъвършенстването на съвременните жиротеодолити е автоматизирането на отделни етапи от измерителния процес и на изчислението на равновесното положение на ЧЕ. Редом с облекчаване на операторската работа по този начин се постига по-голяма прецизност на измерванията и изчисленията; елиминиране на някои лични наблюдателни грешки; ограничаване на смущаващите въздействия, предизвикани от оператора по време на измерванията – въртене на винтове и боравене с други детайли от конструкцията, което води до вибрации и сътресения по време на прецесионните колебания; възможност за прилагане на по-прецизни и по-сложни наблюдателни методики, водещи до получаване на по-голям обем информация.

## Времеви методи
Зa да се приложи някой от временните методи, необходимо е поне в две точки {\displaystyle \alpha _{L}} и {\displaystyle \alpha _{R}}, които отстоят на известно разстояние {\displaystyle \Delta \alpha } и през които преминава траекторията на колебателното движенне на чувствителния елемент, да се измерва времето {\displaystyle t_{i}} aлидадата на жиротеодолита се застопорява в положение {\displaystyle \alpha _{M}} приблизително (с точност няколко минути на север), така че
{\displaystyle \alpha _{L}<\alpha _{M}<\alpha _{R}} (14)
{\displaystyle \alpha _{L}<\alpha _{N}<\alpha _{R}} (14)
може да се запише.
{\displaystyle \alpha _{L}=\alpha _{N}+\alpha _{o}\sin \left({\frac {2\pi }{T}}t_{L}\right)\exp \left(-pt_{L}\right)} (15)
{\displaystyle \alpha _{R}=\alpha _{N}+\alpha _{o}\sin \left({\frac {2\pi }{T}}t_{R}\right)\exp \left(-pt_{R}\right)} (15)
Времената {\displaystyle t_{L}}и {\displaystyle t_{R}} се изразяват чрез времената на преминаване {\displaystyle t_{01}},{\displaystyle t_{02}}:
{\displaystyle t_{L}={\frac {T+2t_{01}}{4}}} (16)
{\displaystyle t_{R}={\frac {T+2t_{02}+2t_{12}}{4}}} (16)
Приемат се означенията:
{\displaystyle \Delta \alpha _{L}=\alpha _{N}-\alpha _{L}} (17)
{\displaystyle \Delta \alpha _{R}=\alpha _{N}-\alpha _{R}} (17)
Уравнения (15) добиват вида:
{\displaystyle \Delta \alpha _{L}=-\alpha _{0}\sin \left({\frac {2\pi }{T}}.{\frac {T+2t_{01}}{4}}\right)\exp \left(-p{\frac {T+2t_{01}}{4}}\right)=\alpha _{0}\cos \left({\frac {\pi }{T}}t_{01}\right)\exp \left(-p{\frac {T+2t_{01}}{4}}\right)}, (18)
{\displaystyle \Delta \alpha _{R}=-\alpha _{0}\sin \left({\frac {2\pi }{T}}.{\frac {T+2t_{02}+2t_{12}}{4}}\right)\exp \left(-p{\frac {T+2t_{02}+2t_{12}}{4}}\right)=\alpha _{0}\cos \left({\frac {\pi }{T}}\left(t_{02}+t_{12}\right)\right)\exp \left(-p{\frac {T+2t_{02}+2t_{12}}{4}}\right)} (18)
образуват се отношенията:
{\displaystyle {\frac {\Delta \alpha _{L}}{\Delta \alpha _{R}}}={\frac {\Delta \alpha _{L}}{\Delta \alpha _{L}-\Delta \alpha }}={\frac {\cos \left({\frac {\pi }{T}}t_{01}\right)\exp \left(-p{\frac {T+2t_{01}}{4}}\right)}{\cos \left({\frac {\pi }{T}}\left(t_{01}+t_{12}\right)\right)\exp \left(-p{\frac {T+2t_{02}+2t_{12}}{4}}\right)}}} (19)
{\displaystyle {\frac {\Delta \alpha _{R}}{\Delta \alpha _{L}}}={\frac {\Delta \alpha _{R}}{\Delta \alpha _{R}-\Delta \alpha }}={\frac {\cos \left({\frac {\pi }{T}}\left(t_{02}+t_{12}\right)\right)\exp \left(-p{\frac {T+2t_{01}+2t_{12}}{4}}\right)}{\cos \left({\frac {\pi }{T}}t_{01}\right)\exp \left(-p{\frac {T+2t_{01}}{4}}\right)}}} (19)
От които може да се получи че:
{\displaystyle {\frac {\Delta \alpha _{L}+\Delta \alpha _{R}}{2}}={\frac {\Delta \alpha \left[\cos \left({\frac {\pi }{T}}t_{01}\right)\exp \left(-p{\frac {T+2t_{01}}{4}}\right)+\cos \left({\frac {\pi }{T}}\left(t_{02}+t_{12}\right)\right)\exp \left(-p{\frac {T+2t_{01}}{4}}\right)\exp \left(-pt_{12}\right)\right]}{2\left[\cos \left({\frac {\pi }{T}}t_{01}\right)\exp \left(-p{\frac {T+2t_{01}}{4}}\right)-\cos \left({\frac {\pi }{T}}\left(t_{02}+t_{12}\right)\right)\exp \left(-p{\frac {T+2t_{01}}{4}}\right)\exp \left(-pt_{12}\right)\right]}}} (20)
Фиг.1 Видимо движение на главната ос на чувствителния елемент
и като се имат предвид равенствата
{\displaystyle \Delta \alpha _{L}=\alpha _{N}-\alpha _{M}+{\frac {\Delta \alpha }{2}}}(21)
{\displaystyle \Delta \alpha _{R}=\alpha _{N}-\alpha _{R}-{\frac {\Delta \alpha }{2}}} (21)
в крайна сметка се стига до израза
{\displaystyle \alpha _{N}=\alpha _{M}={\frac {\Delta \alpha _{L}+\Delta \alpha _{R}}{2}}=\alpha _{M}+{\frac {\Delta \alpha }{2}}.{\frac {\cos \left({\frac {\pi }{T}}t_{01}\right)+\cos \left({\frac {\pi }{T}}\left(t_{02}+t_{12}\right)\right)\exp \left(-pt_{12}\right)}{\cos \left({\frac {\pi }{T}}t_{01}\right)-\cos \left({\frac {\pi }{T}}\left(t_{02}+t_{12}\right)\right)\exp \left(-pt_{12}\right)}}} (22)
Ако се наложи ограничението в израза (22) да участват само времената на преминаване през {\displaystyle \alpha _{L}}и {\displaystyle \alpha _{R}}, отнесени към началото, от което е започнало измерването на времето, т.е. да се приложи т.нар. способ на времената на преминаване или още пасажен способ израз (22) добива:
{\displaystyle \alpha _{N}=\alpha _{M}+{\frac {\Delta \alpha }{2}}.{\frac {\cos \left({\frac {\pi }{T}}t_{01}\right)+\cos \left({\frac {\pi }{T}}\left(2t_{02}-t_{12}\right)\right)\exp \left(-p\left(t_{02}-t_{01}\right)\right)}{\cos \left({\frac {\pi }{T}}t_{01}\right)-\cos \left({\frac {\pi }{T}}\left(t_{02}+t_{01}\right)\right)\exp \left(-p\left(t_{02}-t_{01}\right)\right)}}} (23)
Приложена към конкретна система жиротеодолити, получената формула може да се видоизмени в зависимост от награфяването на скалата, върху която са нанесени {\displaystyle \alpha _{L}} и {\displaystyle \alpha _{R}}, в зависимост от приетия модел за апроксимиране на демпфирания фактор др.
Пo-гъвкави са т.нар. способи по разликите на времената, при които се измерват само разликите на времената на преминаване от марка до марка, без да се държи сметка за началото, от което е започнало отчитането на времето, дадени са три еквидистантни марки, чиито позиции са {\displaystyle \alpha _{1}}, {\displaystyle \alpha _{2}}, {\displaystyle \alpha _{3}}\. След като се нзвърши предварително ориентиране, така че {\displaystyle \alpha _{1}<\alpha _{N}<\alpha _{3}}, измерват се временните разлики {\displaystyle \Delta t_{12}}и {\displaystyle \Delta t_{23}}, от тях може да се получи и {\displaystyle \Delta t_{13}}. Алидадата е застопорена в положение {\displaystyle \alpha _{2}}. Ако се вземе под внимание {\displaystyle \alpha _{2}}, тогава се получава:
{\displaystyle \alpha _{1}=\alpha _{N}+\alpha _{0}\sin \omega t_{1}\exp \left(-pt_{1}\right)}(24)
{\displaystyle \alpha _{2}=\alpha _{N}+\alpha _{0}\sin \omega \left(t_{1}+\Delta t_{12}\right)\exp \left(-pt_{1}\right)\exp \left(-p\Delta t_{12}\right)} (24)
{\displaystyle \alpha _{3}=\alpha _{N}+\alpha _{0}\sin \omega \left(t_{1}+\Delta t_{13}\right)\exp \left(-pt_{1}\right)\exp \left(-p\Delta t_{13}\right)} (24)
Образува се отношението:
{\displaystyle {\frac {\alpha _{2}-\alpha _{N}}{\alpha _{1}-\alpha _{N}}}={\frac {\sin \omega \left(t_{1}+\Delta t_{12}\right)\exp \left(-p\Delta t_{12}\right)}{\sin \omega t_{1}}}} (25)
{\displaystyle {\frac {\alpha _{3}-\alpha _{N}}{\alpha _{1}-\alpha _{N}}}={\frac {\sin \omega \left(t_{1}+\Delta t_{13}\right)\exp \left(-p\Delta t_{13}\right)}{\sin \omega t_{1}}}} (25)
И от уравнение (25) се получава:
{\displaystyle \cot g\omega t_{1}={\frac {\alpha _{2}-\alpha _{N}-\left(\alpha _{1}-\alpha _{N}\right)\cos \omega \Delta t_{12}\exp \left(-p\Delta t_{12}\right)}{\sin \omega \Delta t_{12}\exp \left(p\Delta t_{12}\right)}}} (26)
и се замества във второто, от което след известни преобразувания с оглед на това, че {\displaystyle \alpha _{2}-\alpha _{1}=\alpha _{3}-\alpha _{2}=\Delta \alpha }, се получава:
{\displaystyle \alpha _{N}=\alpha _{2}+\Delta \alpha {\frac {\sin \omega \Delta t_{23}\exp \left(-p\left(\Delta t_{12}+\Delta t_{13}\right)\right)-\sin \omega \Delta t_{12}\exp \left(-p\Delta t_{12}\right)}{\sin \omega \Delta t_{23}\exp \left(-p\left(\Delta t_{13}+\Delta t_{12}\right)\right)-\sin \omega \Delta t_{13}\exp \left(-p\Delta t_{13}\right)+\sin \omega \Delta t_{12}\exp \left(-p\Delta t_{12}\right)}}} (27)
Горният израз се опростява значително при подходящо апроксимираме на демпфиращия фактор и като се има предвид, че стойностите {\displaystyle \omega \Delta t_{i}} не са големи, което дава възможност съответните им синуси да бъдат развити в Тейлъров ред до втория член. По подобен начин може да се изведат решения за случаите, при които временни разлики се измерват нежду две точки или между четири точки. Така се достига до известните в литературата изчислителни способи TLP X, TLP i.i, FOP i и FOP.
Използването на комбинирания способ или на временните способи в една или друга модификация води до намаляване на времето за определяне равновесното положение на чувствителния елемент. От своя страна, това означава, че измерването ще бъде съпроводено с по-малки изменение на външните условия и на различните смущаващи фактори – температурна разбалансироака начувствителният елемент, изменение на положението на нулпункта, изменение на кинетичния момент на жиро- мотора и др. Така например времето, необходимо за еднократно определяне равновесното положение на чувствителния елемент по способите ТЕР и FOP e 0,21, което за жиротеодолнти от типa Gi-b означава само около 2 мин., без да се смята времето, необходимо за предварително ориентиране.

## Нулпункт на измерванията
Отклонението от нулпункта да дава ъгъла, на който са усукани торсионът и токопроводните спирали по време на прецесионните колебания на ЧЕ. Това усукване води до създаване на торсионен момент Мт, под влиянието на който равновесното положение на ЧЕ се измества на ъгъл {\displaystyle \alpha }, чиято степен се определя от израза:
{\displaystyle \Delta \alpha ={\frac {M_{T}}{M_{H}}}={\frac {M_{T}^{'}}{M_{H}}}a_{0}},
в който Мн=H{\displaystyle \omega _{3}\cos \varphi } е максимален направляващ момент на жироскопа, а Мт – специфичен усуквателен момент на торсионната лента и токопроводните спирали на жиротеодолита.
Нулпунктът {\displaystyle \alpha _{0}} се представя като сума от две величини:
{\displaystyle \alpha _{0}=\alpha _{0}^{'}+\alpha _{0}^{''}},
първата от които е случайната грешка при следенето – автоматично или ръчно, на азимуталното движение на ЧЕ, а втората е самият ъгъл на усукване на торсиона и спиралите. Тъй като {\displaystyle a_{0}^{'}} е центрирана случайна величина, може да се запише {\displaystyle M\left(\alpha _{0}^{'}\right)=0}, а дисперсията ѝ {\displaystyle D\left(\alpha _{0}^{'}\right)=\sigma ^{2}} характеризира точността на проследяването на ЧЕ или, с други думи, точността, с която се поддържа ъгълът на усукване.
При извършване на измервания нулпунктът се определя чрез наблюдение на свободните колебания на ЧЕ в определени моменти – преди пускането и след спирането на жиромотора. По този начин се получават две дискретни моментни стойности
{\displaystyle \alpha _{01}=\alpha _{01}^{'}+\alpha _{0}^{''}}
{\displaystyle \alpha _{02}=\alpha _{01}^{'}+\alpha _{0}^{''}}
от които чрез усредняване може да се получи оценка {\displaystyle \alpha _{0}^{*}} на стойността на нулпункта в хода на прецесионните колебания на ЧЕ с точност {\displaystyle m_{\alpha _{0}^{*}}={\frac {\sigma }{\sqrt {2}}}}. Тук не се взема под внимание грешката при определяне на отделните стойности на нулпункта - {\displaystyle m_{\alpha _{0i}}} тъй като тя е значително по-ниска (с около един порядък) от {\displaystyle \sigma }. По емпирични данни {\displaystyle m_{\alpha _{0}^{*}}} се получава по формулата за оценка на точност па двойни наблюдения:
{\displaystyle m_{\alpha _{0}^{*}}={\frac {1}{2}}{\sqrt {\frac {\sum \Delta \alpha _{i}^{2}}{n-1}}}},
в която {\displaystyle \Delta \alpha _{i}=\alpha _{01}^{}+\alpha _{02}} и n e броят на пусковете на жиротеодолита.
Отношението {\displaystyle {\frac {M_{T}^{'}}{M_{H}}}=c}, наречено още широчинен коефициент, тъй като {\displaystyle c=c\left(\varphi \right)}, при даден период на свободните колебания, се определя по формулата: {\displaystyle c=b\left[1-\left({\frac {T}{T^{'}}}\right)^{2}\right]},
Където b е инструментална константа, а Т – период на прецесионните колебания без проследяване на ЧЕ. При извършване на масови измервания е достатъчно с да се определи само в известен брой станции, за да се апроксимира – числено или графично. Функцията {\displaystyle c=c\left(\varphi \right)}, откъдето вече е възможно интерполирането на широчинния коефициент за всяка станция.
С получените по изложения начин {\displaystyle \alpha _{o}^{*}} и с се подобрява представителността на поправката заради нулпункта {\displaystyle \Delta \alpha =\alpha _{0}^{*}c}, което дава възможност да се повиши точността жиротеодолитните измервания.